# C.H.U.D. II: Bud the Chud
C.H.U.D. II: Bud the Chud è un film del 1989 diretto da David Irving.
Si tratta del sequel di C.H.U.D. del 1984.

## Trama
Tre adolescenti si recano nell'obitorio di un ospedale e trafugano un cadavere per la loro lezione di scienze. Quello che essi ignorano è che non si tratta di un normale cadavere, ma di un cannibale non morto, frutto di un programma militare ultrasegreto noto "progetto CHUD". Bud il C.H.U.D. fugge ed inizia a creare un esercito di CHUD.

## Distribuzione
Originariamente previsto per l'uscita nelle sale, il film alla fine è stato distribuito su VHS e laserdisc dalla Vestron Video il 27 settembre 1989.
Nel 2003, il film venne distribuito in DVD nel Regno Unito. Negli Stati Uniti, il film è attualmente disponibile in DVD da parte della Lionsgate come parte di un DVD set di 8 film horror.
Il film è stato trasmesso nel giugno 2009 in Video on Demand su FEARnet. È stato distribuito in Blu-ray dalla Lionsgate il 22 novembre 2016 come parte della loro linea Vestron Video Collector's Series.